# Kollerua uniarticulatum
Kollerua uniarticulatum is een eenoogkreeftjessoort uit de familie van de Cletodidae. De wetenschappelijke naam van de soort is voor het eerst geldig gepubliceerd in 1928 door Borutsky.